# 蛛形纲
蛛形綱，又名蜘蛛綱，是節肢動物門下的綱，包括蜘蛛、蠍子、蟎、蜱、擬蠍等110,000多種物種，其中51,000種為蜘蛛。
成年蛛形綱動物一般有八條連結著頭胸部的腿，在某些物種，最前端雙腿的功能已演變為感官為主；在其他物種，附肢可長大成為假腿。幾乎所有現存的蛛形綱物種都是陸生的，有少部分物種在淡水或遠洋除外的海洋環境棲息。蛛形綱動物多以书肺呼吸，行体内受精，半變態。
蛛形綱的學名來自古希臘語單詞（意指「蜘蛛」），單詞本身來自羅馬神話人物阿剌克涅。神話中，阿剌克涅擅長編織，但因傲慢而激怒天神，最終被化為一隻蜘蛛。

## 形態

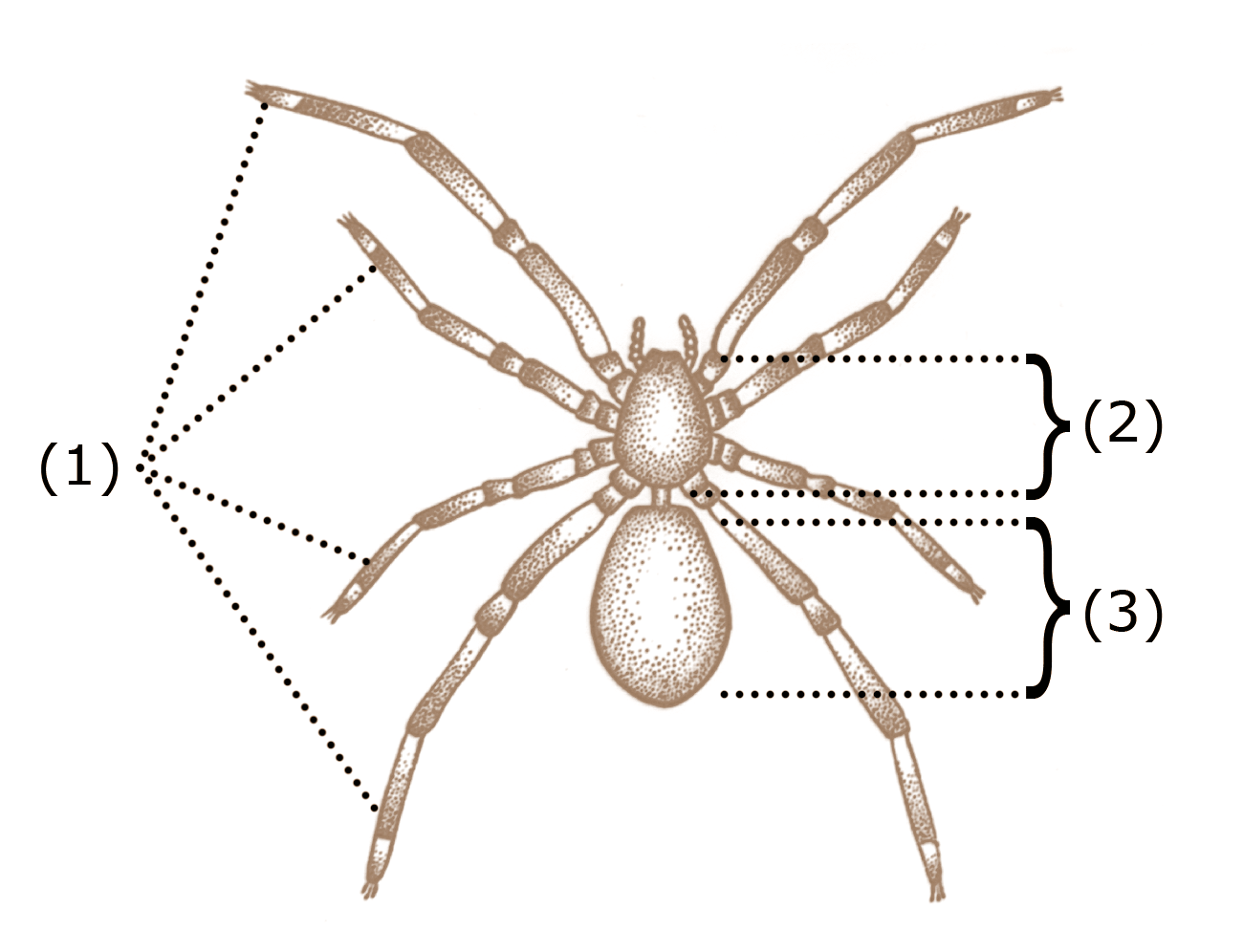
蛛形綱動物的基本特徵包括四對腿（1）以及分為頭胸部（2）和腹部（3）的兩體段身體。

與成年昆蟲不同，幾乎所有成年蛛形綱動物都有八隻腿，經適應之後，也發展出兩對附肢：螯肢用於餵食和防禦，觸肢則用於餵食、移動或繁殖。蠍子、擬蠍和節腹目動物的觸肢末端是鉗；裂盾目、無鞭目動物、鞭蠍和大部分盲蛛的均為捕獵附肢；避日目物種的觸肢外表上則像腿，所以牠們看似有10條腿。
節腹目蜘蛛和蟎幼蟲只得三對腿，第四對通常在蛻皮成若蟲後出現。可是，蟎的腿數可變，除了有八條腿的蟎外，也有成年蟎有六條腿，癭蟎甚至只有四條腿。某些蚴蟎科成年雄性有六條腿，但成年雌性只有兩條腿。
頭胸部通常以一塊無節頭甲殼覆蓋。腹部在較原始物種中通常分節，但在許多種類的前腹部和後腹部有不同程度的融合。例如，蠍子的腹部明顯分節，但蟎蟲的腹部卻完全融合。蠍子也有尾節，尾節已經演變成有螫針。鞭蠍、鬚腳蠍和裂盾目蠍子的尾節則演變成尾鞭。鞭蠍和裂盾目蠍子的尾鞭底部有能夠釋出乙酸的腺體，用作化學防禦。
除了蠍子的櫛狀器和蜘蛛的絲疣外，腹部沒有任何附肢。
蛛形綱動物不像昆蟲，沒有觸角或翅膀。牠們身體分為頭胸部和腹部（也稱後體部）兩體段，然而，雖然「頭胸部」意味著頭部和胸段的結合，但現時並沒有化石或胚胎學上的證據顯示蛛形綱動物曾經有獨立類似胸段的體段。許多蛛形綱動物的腹部也包含心臟和呼吸器官等在其他動物胸部不常見的器官。
蛛形綱動物與所有節肢動物般有外骨骼，內部也有類似軟骨組織、連接某些肌肉群的腹內骨。在某些盲蛛，腹內骨是鈣化的。

## 運動
大部分蛛形綱動物附肢的遠端關節沒有伸展肌肉。蜘蛛和鞭蠍依靠血淋巴的液壓伸展各肢，盲蛛和避日目物種則依賴關節上彈性高的厚表皮伸展膝頭。蠍子、擬蠍和某些盲蛛經演化，進化出肌肉，讓牠們可同時伸展腿節和膝節、膝節和脛節之間兩個關節。這兩肌肉位於蠍子的觸肢，由彈性反衝伸展。

## 繁殖

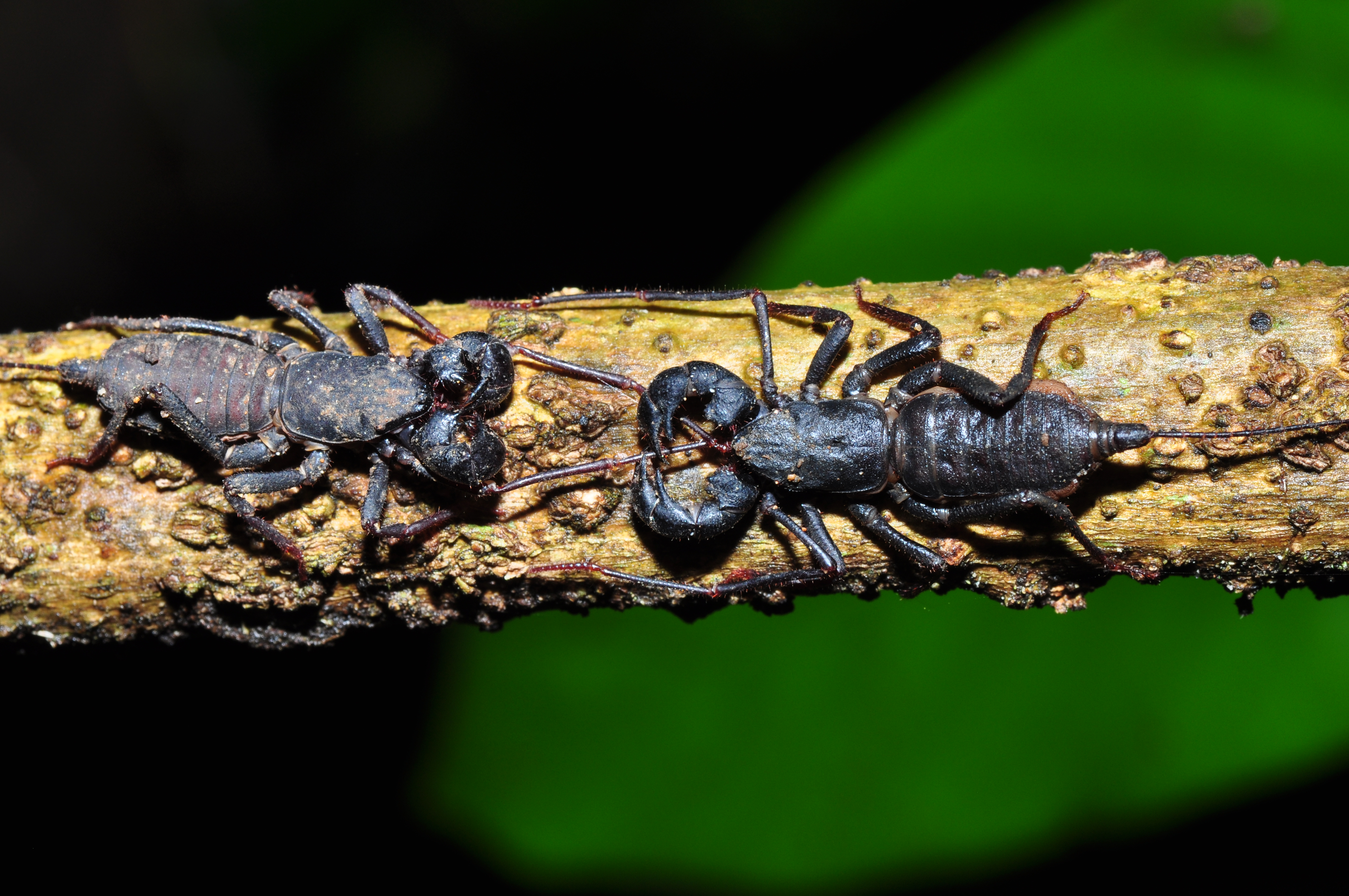
鞭蝎的求偶行為

蛛形綱動物有一個或兩個位於腹部的生殖腺，生殖器的開孔通常置於腹部第二節的底部。在大部分物種中，雄性以精包輸送精子至雌性。雄性盲蛛和某些蟎蟲物種有陰莖。不少蛛形綱動物都演化出兩性異形和複雜的求偶行為，以確保精子可進入雌性體內。
蛛形綱動物通常產出呈黃色的卵，幼體從卵中孵化；蠍子則為胎生或卵胎生。雖然大部分蟎蟲是產卵的，但是某些物種可以胎生或卵胎生。在大部分蛛形綱動物中，雌性負責照顧幼蟲，盲蛛和某些物種除外。

## 分類

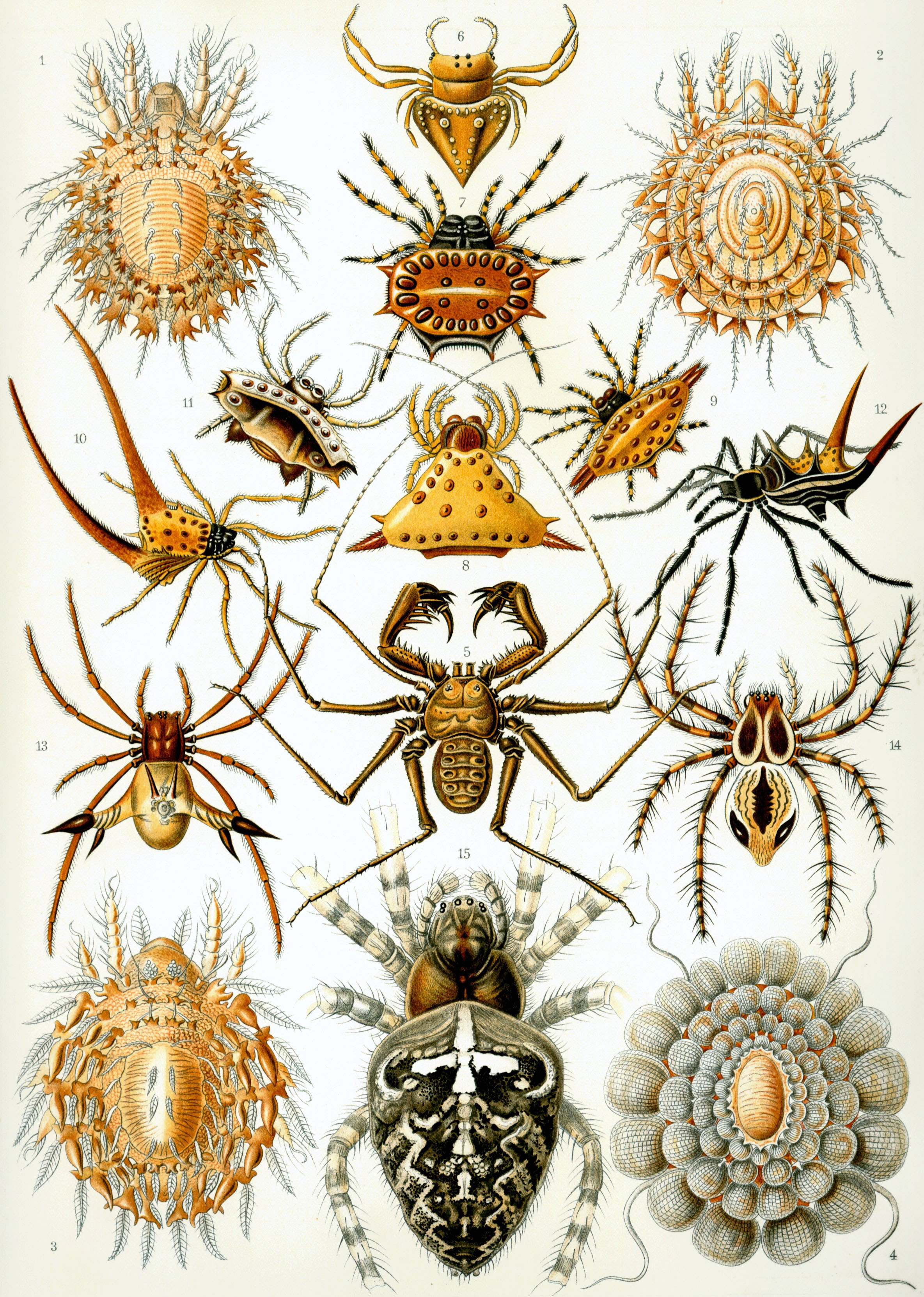
《自然界的藝術形態》 (1904)，圖版66：Arachnida

現時蛛形綱（Arachnida Cuvier, 1812）有大约112,201左右的物種，當中化石種有†1,586。根據2014年的分類，蛛形綱各分類群的系統發生關係如下：
- 蟎形總目 Acariformes
  - 恙螨目 Trombidiformes Reuter, 1909 （25821個已知物種，其中24種已絕滅）
  - 疥蟎目 Sarcoptiformes Reuter, 1909 （16412個已知物種，其中113種已絕滅）
- 盲蛛目 Opiliones Sundevall, 1833 （6519個已知物種，其中35種已絕滅）
- 节腹目 Ricinulei Thorell, 1876 （73個已知物種，其中15種已絕滅）
- 避日目 Solifugae Sundevall, 1833 （1116個已知物種，其中3種已絕滅）
- 寄蟎總目 Parasitiformes[30]
  - 節腹蟎目 Opilioacarida Zakhvatkin, 1952 （37個已知物種，其中2種已絕滅）
  - 巨蟎目 Holothyrida Thon, 1905 （27個已知物種）
  - 真蜱目 Ixodida Leach, 1815 （896個已知物種，其中5種已絕滅）
  - 革蟎目 Mesostigmata G. Canestrini, 1891 （11424個已知物種）
- †古怖目 Phalangiotarbida Haase, 1890 （31個已絕滅物種）
- 鬚腳目 Palpigradi Thorell, 1888 （83個已知物種，其中1種已絕滅）
- 蛛肺类 Arachnopulmonata
  - 泛蠍類 Panscorpiones
    - 拟蝎目 Pseudoscorpiones de Geer, 1778 （3494個已知物種，其中40種已絕滅）
    - 蝎目 Scorpiones C.L. Koch, 1851 （2068個已知物種，其中121種已絕滅）

  - 泛四肺類 Pantetrapulmonata
    - †角怖目 Trigonotarbida Petrunkevitch, 1949 （65個已絕滅物種）
    - 四肺類 Tetrapulmonata
      - 裂跗類 Schizotarsata
        - †聯足目 Haptopoda Pocock, 1911 （1個已絕滅物種）
        - 觸足類 Pedipalpi
          - 无鞭目 Amblypygi Thorell, 1883 （155個已知物種，其中11種已絕滅）
          - 裂盾目 Schizomida Petrunkevitch, 1945 （約300個已知物種）
          - 有鞭目 Thelyphonida / Uropygi Thorell, 1883 （約100餘個已知物種，其中2種已絕滅）

      - 紡織類 Serikodiastida
        - †尾蛛目 Uraraneida Selden & Shear in Selden et al., 2008 （3個已絕滅物種）
        - 蜘蛛目 Araneae Clerck, 1757 （43579個已知物種，其中1106種已絕滅）